# Museo de Arte Sacro de Tineo

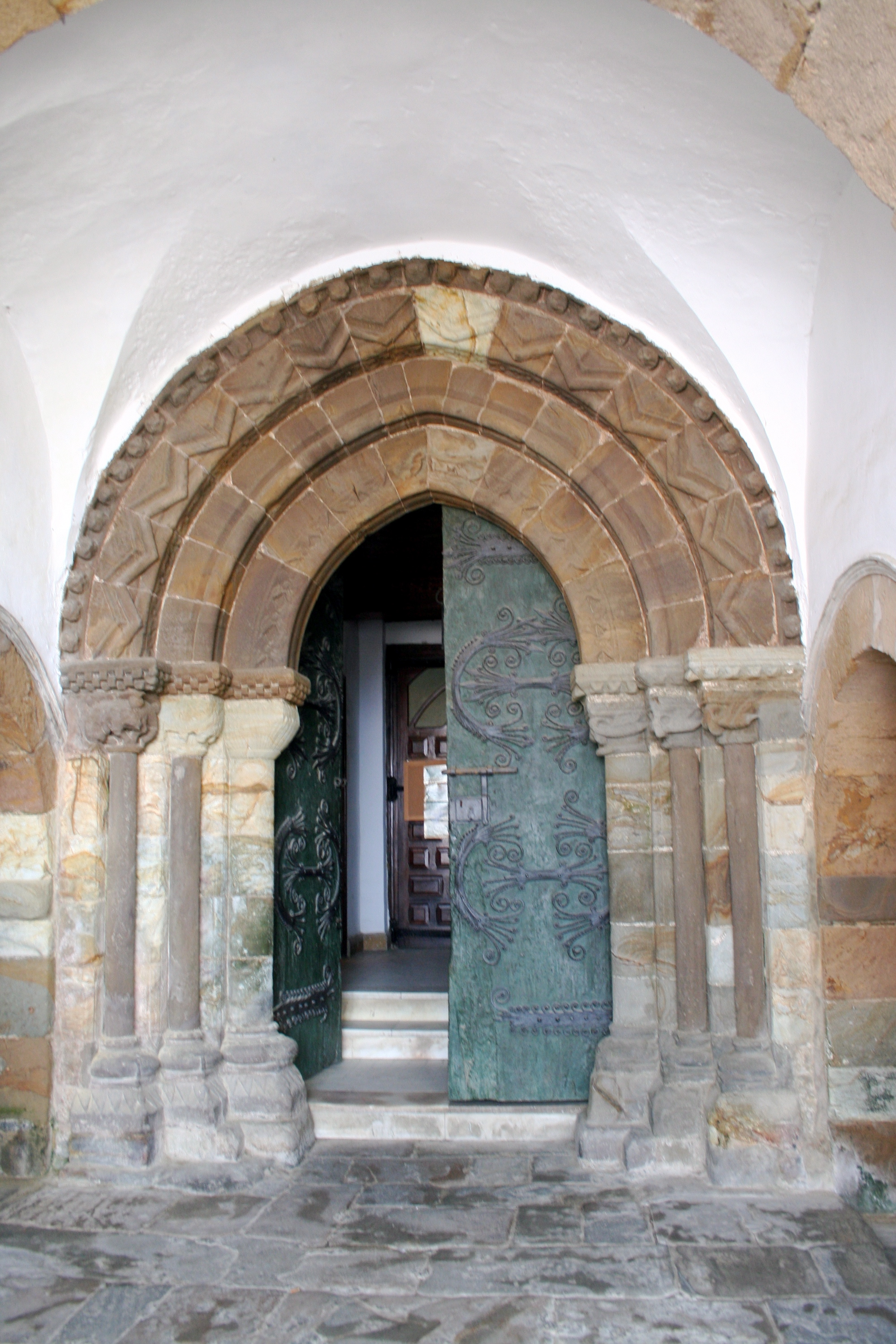
Puerta de la iglesia en dónde está situado el museo de arte sacro.

El Museo de Arte Sacro de Tineo, se encuentra en la localidad asturiana de Tineo.

## Descripción
El museo se halla en el Convento de San Francisco del Monte (siglo XIV).
Promovido por una asociación vecinal y el párroco Cándido García Tomás expone una colección de orfebrería eclesiástica (cálices, hostieras, copas de eucaristía, etc.), tallas de madera, ropa y libros.